# Calamaria sangi
Espèce
Statut de conservation UICN

 DD  : Données insuffisantes
Calamaria sangi  est une espèce de serpents de la famille des Colubridae.

## Répartition
Cette espèce est endémique de la province de Kon Tum au Viêt Nam.

## Étymologie
Cette espèce est nommée en l'honneur de Nguyen Van Sang.

## Publication originale
- Truong, Koch & Ziegler, 2009 : A new species of reed snake, Calamaria Boie, 1827 (Squamata: Colubridae), from central Vietnam. Hamadryad, vol. 34, n. 1, p. 1-8